# Elecciones estatales de Renania del Norte-Westfalia de 1962
Las elecciones al Parlamento de Renania del Norte-Westfalia de 1962 se celebraron el 8 de julio de 1962.
La CDU perdió su mayoría absoluta obtenida en 1958. El SPD aumentó su votación significativamente, el FDP perdió ligeramente. La CDU y el FDP acordaron una coalición. En la sesión inaugural del Parlamento el 23 de julio Franz Meyers fue elegido con 109 votos como primer ministro, mientras que 87 votos se emitieron en apoyo al presidente del grupo parlamentario del SPD Heinz Kühn. Tres días después, se formó el gabinete ministerial, compuesto por 7 ministros de la CDU y 2 del FDP.

## Resultados
| Partido | Partido        | Votos     | %     | Candidatos | Mand. directos | Escaños |
| ------- | -------------- | --------- | ----- | ---------- | -------------- | ------- |
|         | CDU            | 3.752.116 | 46,42 | 150        | 76             | 96      |
|         | SPD            | 3.497.179 | 43,27 | 150        | 74             | 90      |
|         | FDP            | 553.426   | 6,85  | 150        |                | 14      |
|         | DFU            | 164.333   | 2,03  | 150        |                |         |
|         | Zentrum        | 75.291    | 0,93  | 82         |                |         |
|         | GDP            | 34.526    | 0,43  | 79         |                |         |
|         | DG             | 4.917     | 0,06  | 24         |                |         |
|         | UAP            | 426       | 0,01  | 3          |                |         |
|         | Independientes | 353       | 0,00  | 2          |                |         |
| Total   | Total          | 8.082.567 |       | 790        | 150            | 200     |